# Batman: Dark Moon Rising
"Dark Moon Rising" é um arco de histórias em quadrinhos em duas partes, lançada originalmente nos EUA pela DC Comics de 2006 a 2007. Escrita e ilustrada por Matt Wagner e protagonizada pelo famoso super-herói da editora, Batman. O arco é formado por duas minisséries de seis partes intituladas Batman e os Homens-Monstro (Batman and the Monster Men)[carece de fontes?] e Batman e o Monge Louco (Batman and the Mad Monk). As duas partes da série ocorrem após os eventos de Batman – Ano Um (Batman: Year One) e antes de Batman – O Homem Que Ri (Batman: The Man Who Laughs).

## Batman e os Homens-Monstro

### Publicação nos EUA
A seis partes da minissérie Batman and the Monster Men 1–6 foram publicadas originalmente pela editora estadunidense DC Comics de janeiro a junho de 2006.[carece de fontes?] Batman e os Homens-Monstro mostra o primeiro encontro do Batman com Hugo Strange e seus Homens-Monstro. A edição 1 trouxe as primeiras aparições de Julie Madison e seu pai Norman na continuidade do Pós-Crise da DC. As edições da revista também revelaram que Sal Maroni estava envolvido no financiamento do insano projeto de Strange com pacientes do Asilo Arkham.

### Equipe de criação
- Roteiro e Arte: Matt Wagner (1–6)
- Cores: Dave Stewart (1–6)
- Letras: Rob Leigh (1–6)
- Editor original: Bob Schreck (1–6); Brandon Montclare (assistente, 1–6)

### Personagens envolvidos
- Bruce Wayne/Batman
- Julie Madison
- Hugo Strange
- Sal Maroni
- Norman Madison
- James Gordon
- Alfred Pennyworth

### Mudanças na continuidade
- Julie Madison nessa nova realidade é uma estudante do curso de direito, em vez da atriz da Era de Ouro.[2]
- Introdução do pai de Julie Madison, Norman Madison.[2]
- Sal Maroni é envolvido no financiamento de projetos com pacientes de Hugo Strange.[2]

### Coletâneas
| Título                                                | Histórias originais            | Lançamento     | Páginas | ISBN                | Ref.              |
| ----------------------------------------------------- | ------------------------------ | -------------- | ------- | ------------------- | ----------------- |
| Batman and the Monster Men ou Batman: The Monster Men | Batman and the Monster Men 1–6 | Agosto de 2006 | 144     | ISBN 978-1401210915 | [ 4 ] [ 5 ] [ 6 ] |

## Batman e o Monge Louco

### Publicação nos EUA
As aventuras das seis edições da série limitada Batman and the Mad Monk 1–6 foram publicadas em solo americano de outubro de 2006 a março de 2007 .[carece de fontes?] Inspirada na Era de Ouro, mais especificamente na clássica história "Batman contra o Monge Louco" de Gardner Fox, Bill Finger, Bob Kane e Sheldon Moldoff que foi originalmente publicada em 1939 na Detective Comics 31–32. Batman e o Monge Louco é a sequência dos eventos mostrados em Batman e os Homens-Monstro e narra o combate do Batman contra o Monge Louco (Monk).

### Equipe de criação
- Roteiro e Arte: Matt Wagner (1–6)
- Cores: Dave Stewart (1–6)
- Letras: Rob Leigh (1–6)
- Editor original: Bob Schreck (1–6); Brandon Montclare (assistente, 1–6)

### Personagens envolvidos
- Bruce Wayne/Batman
- Julie Madison
- Norman Madison
- Alfred Pennyworth
- James Gordon
- Monge Louco
- Dala

### Mudanças na continuidade
- A personagem Dala não é mais uma auxiliar-vampira do Monge Louco, como era na história original que mostrou sua primeira aparição na edição 32 da revista em quadrinhos Detective Comics de 1939.[7][10]
- O Monge Louco é identificado como Niccolai [Tepes], líder do grupo Irmandade da Noite Eterna, de cunho vampírico.[10][11]
- Julie une-se às Forças de Paz da ONU e viaja para a África depois da morte de seu pai.[12]

### Coletâneas
| Título                                          | Histórias originais         | Lançamento    | Páginas | ISBN                | Ref.          |
| ----------------------------------------------- | --------------------------- | ------------- | ------- | ------------------- | ------------- |
| Batman and the Mad Monk ou Batman: The Mad Monk | Batman and the Mad Monk 1–6 | Abril de 2007 | 144     | ISBN 978-1401212810 | [ 13 ] [ 14 ] |